# Meurtre de Daniel Wretström
Le meurtre de Daniel Wretström est une affaire criminelle dont l'écho a longtemps retenti dans la Suède des années 2000. Les faits se déroulent à Salem, une banlieue lointaine de Stockholm, dans la nuit du 9 décembre 2000. Daniel Wretström, un jeune skinhead de 17 ans, est poignardé à mort après avoir été roué de coups par un groupe d'adolescents. Jugé pénalement irresponsable, son meurtrier est condamné en mars 2001 à des soins psychiatriques.
Pour l'extrême droite suédoise, Daniel Wretström devient un martyr, et un rassemblement est organisé chaque année sur les lieux du drame pour commémorer la mort de l'adolescent. La « marche de Salem » (suédois : Salemmarschen) devient la plus grande manifestation annuelle des organisations d'extrême droite en Suède. À l'initiative de mouvements antiracistes, des contre-manifestations ont également lieu, et les heurts entre manifestants et forces de l'ordre sont violents. Mais le mouvement s'essouffle au bout de quelques années, et le dernier rassemblement a lieu en 2010.

## La victime
Daniel Wretström est né le 15 octobre 1983 à Timrå
, dans le nord de la Suède, mais il est domicilié au moment de sa mort à Surahammar, une petite ville située à environ 130 km à l'ouest de Stockholm. Sa mère le décrit comme un enfant plutôt solitaire, qui avait peu d'amis avant de rejoindre les rangs de l'extrême droite. Là, il est décrit comme un adolescent sympathique et ouvert. Il devient batteur d'un groupe de rock nommé Vit Legion (« Légion blanche »).[réf. souhaitée]

## Le meurtre
Le vendredi 8 décembre 2000, Daniel Wretström rend visite, en compagnie d'un de ses amis, à une cousine domiciliée à Salem. Tous trois passent la soirée à une fête organisée chez un particulier mais, après le départ de sa cousine et de son ami, Wretström s'y retrouve seul. Il est finalement mis à la porte aux alentours de minuit, à la suite d'une dispute.
Dans la rue, Wretström est pris à partie par un groupe de jeunes, et réagit violemment, giflant une jeune fille. La tension monte, et Wretström se retrouve bientôt au sol et roué de coups de pied par un groupe d'une quinzaine d'adolescents. C'est alors qu'arrive sur les lieux un individu plus âgé et armé d'un couteau. L'homme se jette sur Wretström, qu'il poignarde dans le dos et à la gorge, avant de prendre la fuite.
Le meurtre ayant eu lieu en présence de très nombreux témoins, l'enquête de police est rapidement menée. Le procès a lieu dès la fin du mois de janvier 2001. Le meurtrier, qui souffre de graves troubles mentaux, est jugé pénalement irresponsable et est condamné à des soins psychiatriques. Six autres personnes, jugées pour violences et violences aggravées, sont condamnées à des peines légères ou avec sursis.

## Les manifestations
En 2000, l'extrême droite suédoise, qui avait connu une vague de succès au début des années 1990, apparait divisée et affaiblie. L'année 1999 a été marquée par trois affaires criminelles impliquant des militants de la droite radicale : le meurtre de deux policiers à Malexander, le meurtre du syndicaliste Björn Söderberg et l'explosion d'une voiture piégée à Nacka. La population suédoise a affiché son hostilité à l'extrême droite lors de manifestations organisées dans tout le pays.
Le meurtre de Daniel Wretström est l'occasion pour les organisations d'extrême droite de faire front commun et de relever la tête. L'adolescent est présenté comme un martyr, tué par des jeunes d'origine étrangère parce qu'il était blanc et suédois. Le samedi 16 décembre, une semaine après le meurtre, un rassemblement est organisé à Salem. Réunissant environ un millier de sympathisants d'extrême droite, il s'agit selon certains du plus grand rassemblement « nazi » organisé en Suède depuis les années 1940.

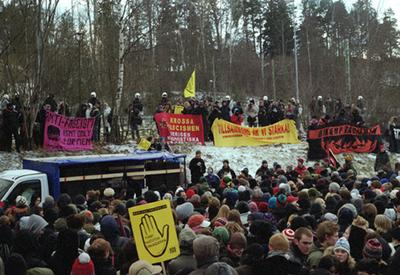
Les contre-manifestants en 2003.

Dans les années qui suivent, ce rassemblement est reconduit sous la forme d'un défilé qui prend le nom de « marche de Salem » (suédois : Salemmarschen). Il a lieu début décembre, le samedi le plus proche de la date anniversaire du drame, et rassemble selon la police jusqu'à 1 500 sympathisants d'extrême droite. Parallèlement, des contre-manifestations ont lieu, à l'initiative de mouvements antiracistes. L'antagonisme entre manifestants nécessite une présence policière conséquente. Salem se retrouve en état de siège : magasins fermés, transports en commun suspendus, et les habitants se cloitrent chez eux. Des échauffourées ont lieu, notamment en 2003, année où une vingtaine de personnes sont blessées lors de combats opposant policiers et contre-manifestants.
Pendant quelques années, Salem devient synonyme du plus grand rassemblement de l'extrême droite suédoise, mais aussi du plus grand déploiement annuel des forces de l'ordre du royaume. L'union des organisations d'extrême droite ne dure pourtant pas, et le mouvement s'essouffle. En 2008, on ne compte plus selon la police que 500 manifestants d'extrême droite. Le rassemblement a lieu pour la dernière fois en 2010.[réf. souhaitée]